# Камський (Афанасьєвський район)
Ка́мський (рос. Камский) — селище у складі Афанасьєвського району Кіровської області, Росія. Входить до складу Пашинського сільського поселення.
Населення становить 377 осіб (2010, 499 у 2002).
Національний склад станом на 2002 рік — росіяни 94 %.